# Calogero Marino
Calogero Marino (* 26. března 1955 Brescia) je italský římskokatolický duchovní a biskup Savony-Noli.

## Život
Narodil se 26. března 1955 v Brescii.
Studoval právo na Janovské univerzitě a poté vstoupil do kněžského semináře v Chiavari. Teologické vzdělávání získal na Teologické fakultě Severní Itálie. Dne 30. května 1982 byl biskupem Danielem Ferrarim vysvěcen na kněze a inkardinován do diecéze Chiavari. Je absolventem studia kanonického práva na Papežské lateránské univerzitě v Římě.
Stal se osobním sekretářem biskupa a IV. diecézního synodu. Působil ve farnosti S. Maria Madre della Chiesa v Lavagni. Od roku 1999 sloužil jako biskupský vikář a jako soudce církevního soudu. V letech 2003–2005 zastával funkci rektora semináře a před biskupským jmenováním sloužil jako generální vikář diecéze.
Dne 20. října 2016 jej papež jmenoval biskupem Savony-Noli. Biskupské svěcení přijal 17. prosince z rukou biskupa Alberta Tanasiniho a spolusvětiteli byli biskup Giulio Sanguineti a arcibiskup Paolo Rabitti.